# Аксин
Аксин (нем. Axien) — община в Германии, в земле Саксония-Анхальт.
Входит в состав района Виттенберг. Подчиняется управлению .  Население составляет 565 человек (на 31 декабря 2006 года). Занимает площадь 22,57 км².